# 小尾欣一
小尾 欣一（おび きんいち、1937年 - ） は、日本の物理化学者。東京工業大学名誉教授。元光化学協会会長。元日本化学会副会長。紫綬褒章受章。

## 人物・経歴
東京生まれ。1961年東京工業大学理工学部化学科卒業。1966年東京工業大学大学院理工学研究科化学専攻博士課程修了、東京工業大学理工学部助手。1972年東京工業大学理学部助教授。1986年東京工業大学理学部教授。同年手島論文賞受賞。1987年光化学協会賞受賞。1997年日本化学会賞受賞。東京工業大学理学部長を経て、1998年日本女子大学理学部物質生物科学科教授、日本化学会副会長。2001年紫綬褒章受章。2002年光化学協会会長。2008年第1回日本化学会フェロー。2013年瑞宝中綬章受章。光化学とレーザー化学の分野で世界的に高い業績をあげた。